# 欧洲经济学会
欧洲经济学会 （英語：European Economic Association）是一个欧洲经济组织。

## 历史
1984年12月7日成立于比利时布鲁塞尔， 目前有3000多名会员。
2003年创建内部期刊《欧洲经济学会期刊》 每年八月和经济计量学会合作，在一座欧洲城市举办年会，吸引约1500名学者参加。 